# ウィレム・マリス
ウィレム・マリス（Willem Maris、1844年2月18日 - 1910年10月10日）はオランダの画家である。ハーグ派の画家の一人で、家畜のいる風景画を得意とした。

## 略歴
デン・ハーグで生まれた。19世紀のはじめにハーグに移ってきた祖父のWenzel Mareschはプラハ出身で、後に姓を Marisと改めた。5人兄弟の1人で兄に画家となったヤコブ・マリス(Jacob Hendricus Maris:1837–1899)とマティス・マリス(Matthijs Maris:1839–1917)がいる。兄たちから絵を学び、ハーグの美術学校の夜間コースでも学び、動物画家のストーテンベカー(Pieter Stortenbeker:1828-1898)の指導を受けた。

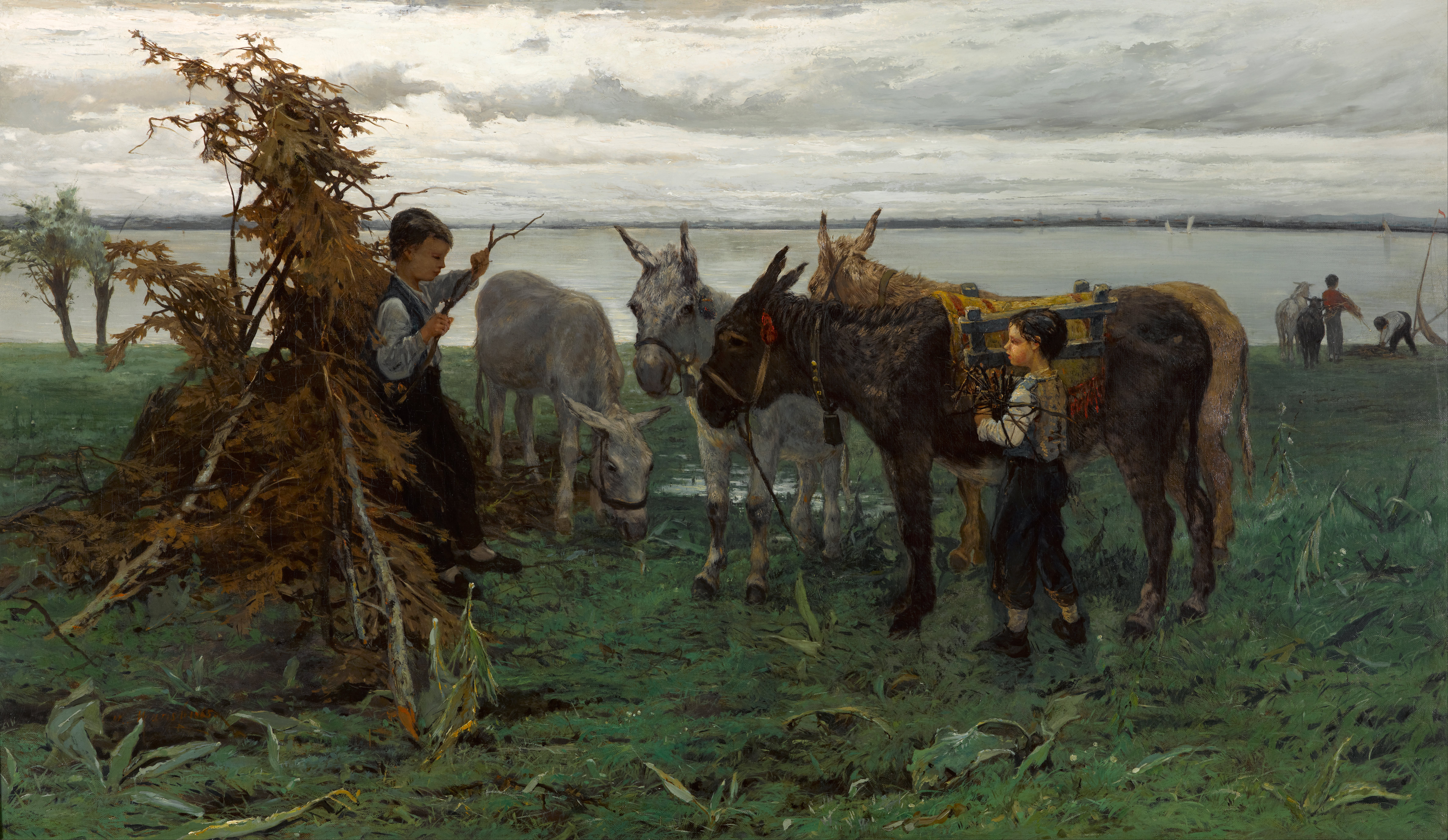
ロバを飼う少年たち (1865)

動物画家として評価を高めた。「オランダのバルビゾン」とも呼ばれたレンクムのオーステルベークやウォルフヘーゼで風景画を描いた。1855年に「ハーグ派」の主要な画家であるアントン・モーヴと知り合い、共に風景画を描いた。1863年にハーグで最初の個展を開いた。1865年にハーグ出身の画家、ブロマース(Bernard Blommers:1845-1914)とライン川に沿って旅をした。ブロマースとスタジオを開き、兄のマティス・マリスやアントン・モーヴはこのスタジオを訪れた。ノルウェーも旅した。
1869年からハーグで暮らし、ハーグで65歳で死去した。息子の シモン・マリス(Simon Maris:1873-1935)は人物画を得意とする画家になり、画家の一族に関する著書も出版した。
マリスの兄弟たちのなかで最も写実的な画家とされるが、マリス自身は「自分は牛を描いているのでなく、浴びている光を描いている(Ik schilder geen koeien, maar licht)」と語ったように、印象派の絵画への指向があったとされている。

## 作品

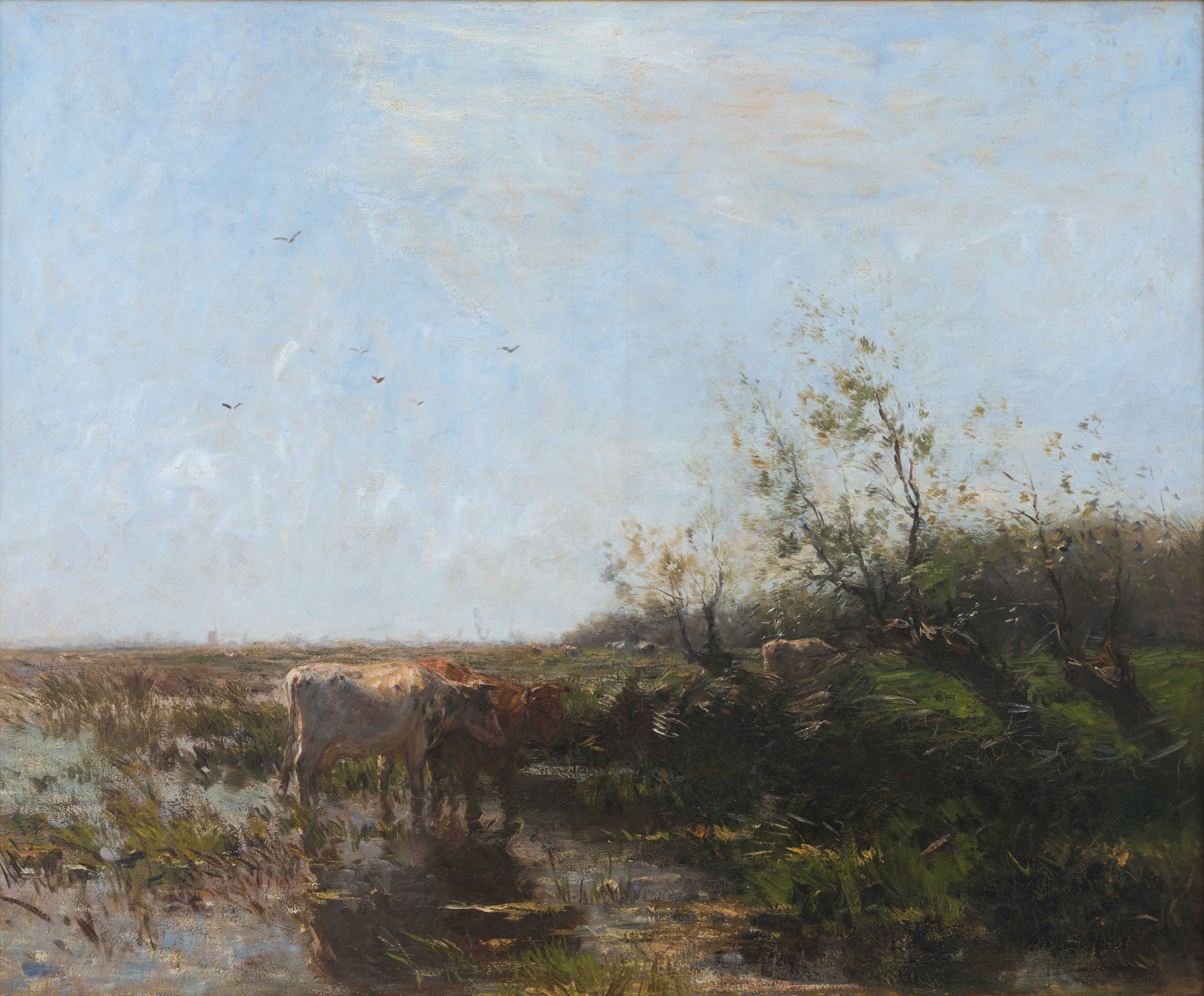
夏
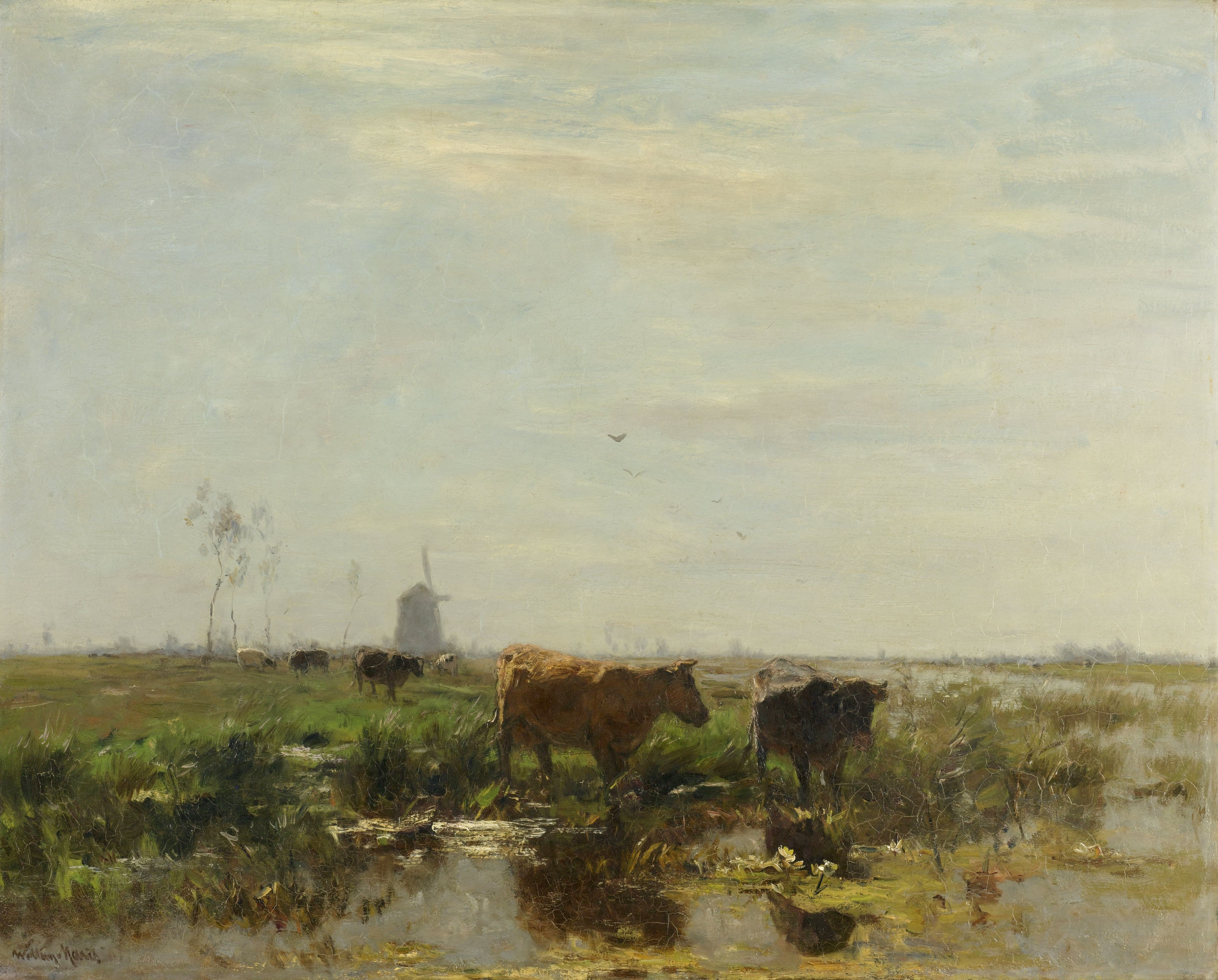
水辺の牧草地 (1890/1895)
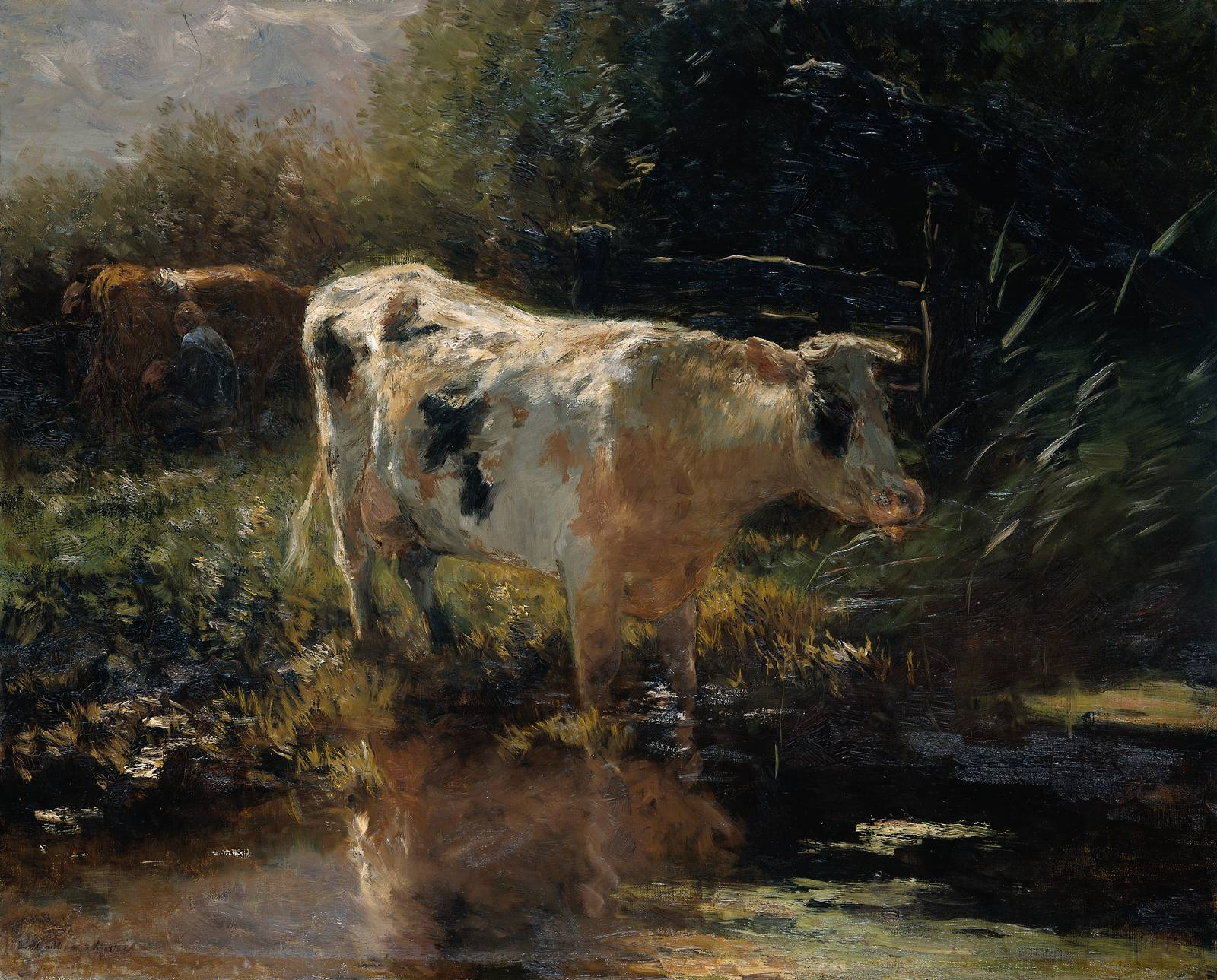
水辺の牛(c.1885)
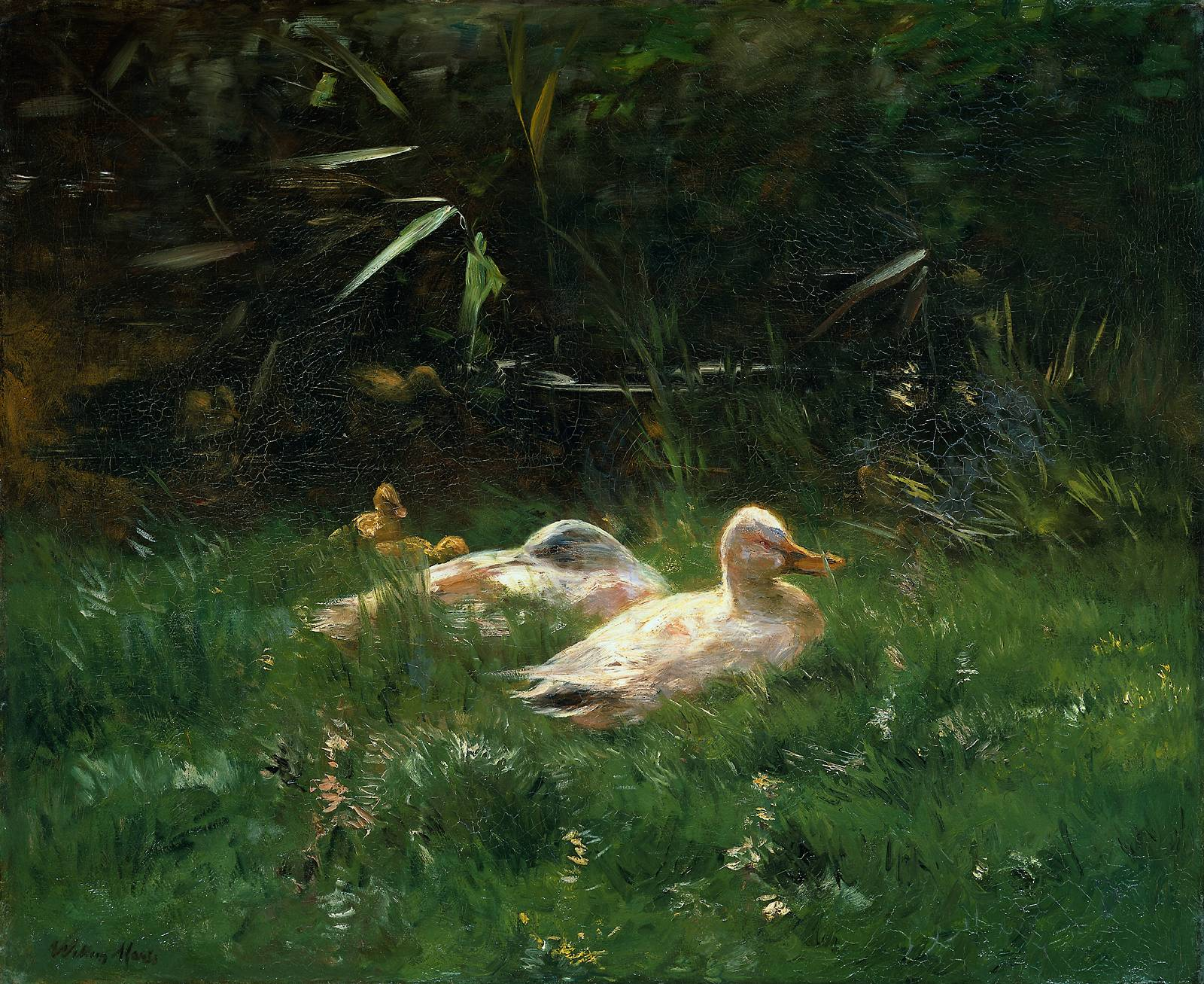
家鴨